# Ewakuacja zachodnich obszarów ZSRR w czasie II wojny światowej

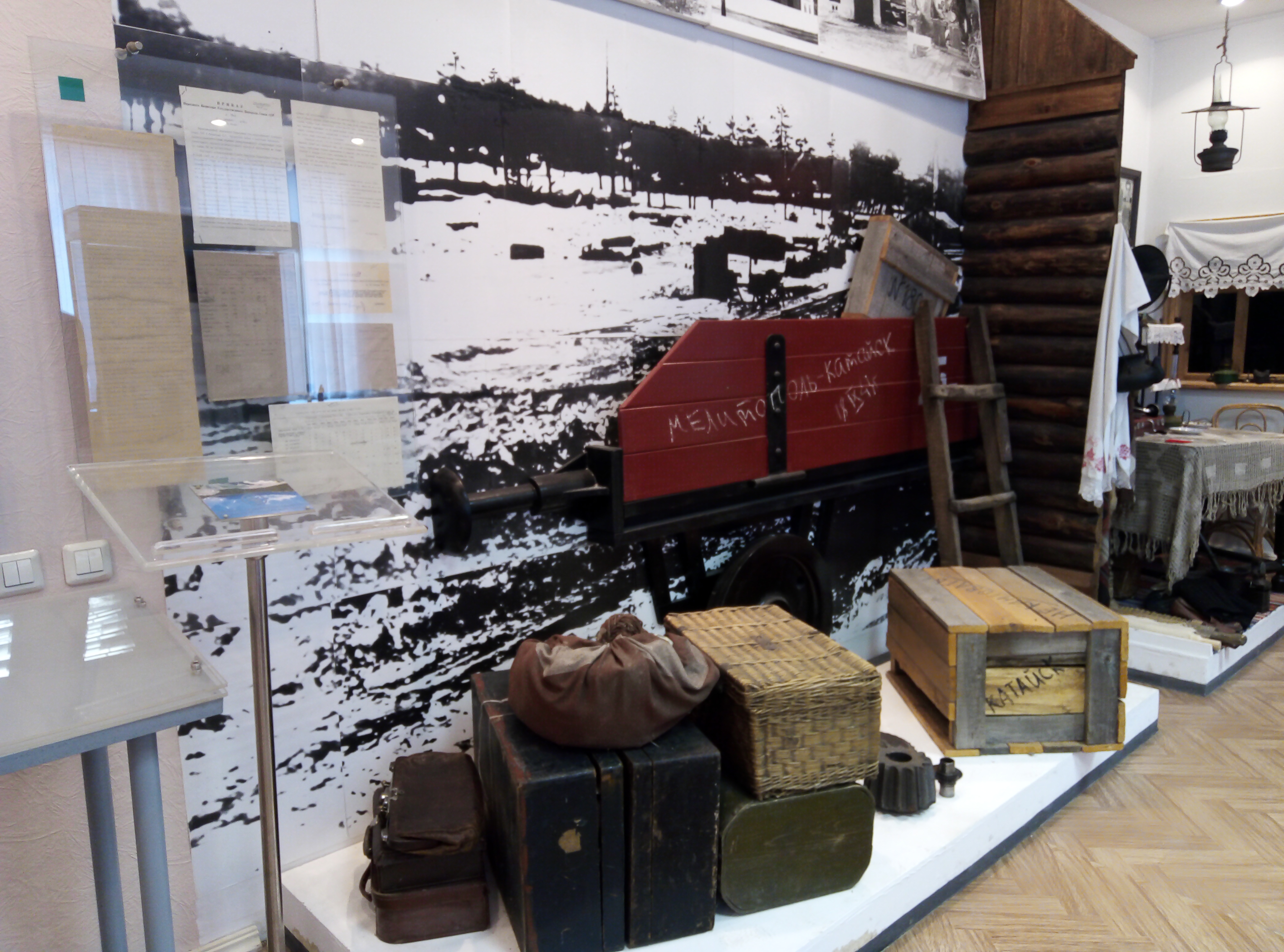
Ekspozycja muzealna przedstawiająca rozładunek pociągów z Melitopolskiej Fabryki Pomp i Sprężarek na ziemi katajskiej

Ewakuacja zachodnich obszarów ZSRR w czasie II wojny światowej – masowe przesiedlenia ludności cywilnej, a także przeniesienie przedsiębiorstw przemysłowych, instytucji kulturalnych i naukowych, zapasów żywności, surowców i innych zasobów materialnych ze strefy zagrożonej agresją niemiecką do położonych bardziej na wschód regionów Związku Radzieckiego w początkowym okresie wojny radziecko-niemieckiej. Ewakuacja pozwoliła na zachowanie głównej bazy gospodarczej i potencjału przemysłowego ZSRR, stając się jednym z czynników, które zapewniły mu zwycięstwo w II wojnie światowej.
Pod względem skali i skuteczności ewakuacja ta nie ma sobie równych w historii świata: w ciągu pierwszych czterech miesięcy wojny (22 czerwca – 15 października 1941) z daleka od strefy działań wojennych ewakuowano 8 mln ludzi, 2,5 tys. zakładów przemysłowych oraz 1,5 tys. kołchozów i sowchozów. Zimą 1941/1942 z atakowanej Moskwy ewakuowano około 2,5 tysiąca przedsiębiorstw przemysłowych, ministerstw i urzędów oraz instytucji kulturalnych do Kujbyszewa, na Syberię i południowy Ural. Wiosną 1942 roku około 0,5 mln ludzi ewakuowano z oblężonego Leningradu do Kazachstanu i Uzbekistanu.
Znany angielski publicysta Alexander Werth, korespondent BBC i „The Sunday Times”, który przez całą wojnę przebywał w ZSRR, napisał: Historia tego, jak całe przedsiębiorstwa i miliony ludzi zostały ewakuowane na wschód, jak te przedsiębiorstwa zostały odbudowane w możliwie najkrótszym czasie i w niewiarygodnie trudnych warunkach oraz jak udało im się w ogromnym stopniu zwiększyć produkcję w ciągu 1942 roku, jest przede wszystkim historią niesamowitej ludzkiej odporności. Szczególnie podkreślił, że najwspanialszego czynu organizacyjnego w państwie sowieckim dokonano w szczytowym momencie niemieckiej inwazji, gdy niezwykle ważne rejony przemysłowe europejskiej części kraju zostały zajęte przez wroga.

## Cele i zakres
Terytorium, które zostało zagrożone atakiem niemieckim, w czerwcu 1941 roku było domem dla 40% ludności ZSRR i znajdowało się na nim 33% potencjału przemysłowego kraju, w tym najważniejsze przedsiębiorstwa zbrojeniowe. Łączna liczba przedsiębiorstw na tym obszarze wynosiła 31 850, w tym 37 zakładów produkcji żelaza, 749 zakładów inżynierii ciężkiej i średniej, 169 zakładów inżynierii rolniczej, chemicznej, drzewnej i papierniczej, 1135 kopalń, ponad 3000 szybów naftowych, 61 dużych elektrowni, setki przedsiębiorstw tekstylnych, spożywczych i innych.
Przygotowując plan ewakuacji, wzięto pod uwagę doświadczenia z I wojny światowej, kiedy to Imperium Rosyjskie w 1915 roku przeniosło na tyły fabryki z warszawskich i nadbałtyckich ośrodków przemysłowych, ale nigdy nie zdołano ich uruchomić w pełni w nowych lokalizacjach. Władze radzieckie zdawały sobie sprawę, że ewakuacja przedsiębiorstw była zadaniem złożonym: aby je odtworzyć, należało nie tylko znaleźć dla nich miejsca na Uralu i Syberii, ale też zapewnić stały dopływ energii elektrycznej, wybudować obiekty fabryczne i gospodarcze oraz zapewnić zaopatrzenie gospodarstw domowych i żywność dla ich personelu, a także dalszą edukację dzieci w szkołach w nowych miejscach zamieszkania.
Oprócz przemysłu plan zakładał także ewakuację dóbr kultury. Zbiory Państwowego Muzeum Ermitażu miały trafić do Mołotowa i Swierdłowska, gdzie pracownicy muzeum odwiedzali już przed wojną budynki przeznaczone na magazyny. W 1939 roku dla Ermitażu w Leningradzie przydzielono osobny budynek, gdzie zaczęto przygotowywać skrzynie i materiały zabezpieczające, które były gotowe jeszcze przed wybuchem wojny z Niemcami.

## Organizacja ewakuacji

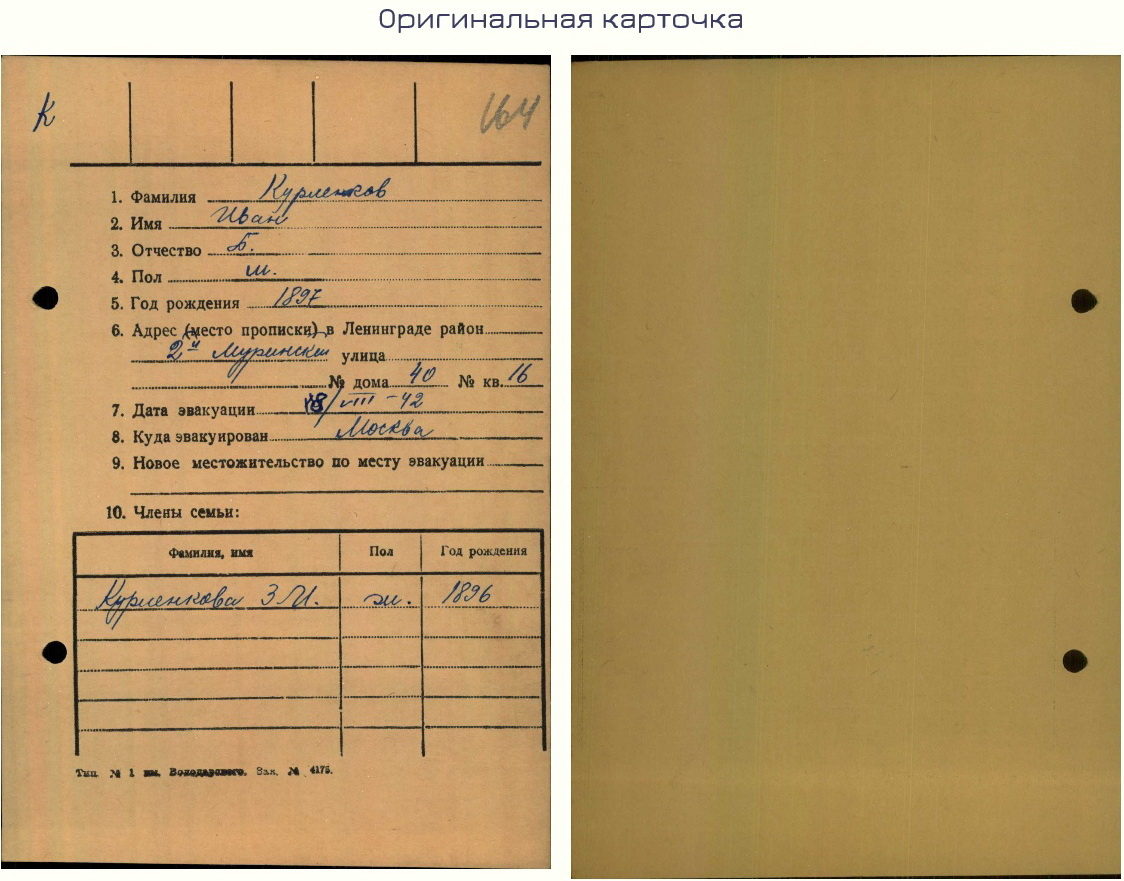
Karta ewakuacyjna

W ZSRR nie istniał oficjalny plan ewakuacji sił produkcyjnych na wypadek wojny. Jednakże według niektórych źródeł, począwszy od 1927 roku, po zerwaniu stosunków dyplomatycznych z Wielką Brytanią, Rada Pracy i Obrony opracowywała plany obronne, które obejmowały działania ewakuacyjne mające na celu zapobieżenie powtórzeniu się dramatycznych wydarzeń z czasów wojny domowej, kiedy obecność ludności cywilnej w rejonie walk utrudniała przemieszczanie się wojsk, przyczyniała się do rozprzestrzeniania epidemii i demoralizacji personelu wojskowego. Plany te opierały się zatem na doświadczeniach zdobytych w przeciągu poprzednich dekad.
Istnieją informacje, że przesunięcie pewnej ilości sprzętu przemysłowego i wykwalifikowanych robotników do wschodnich regionów ZSRR miał miejsce jeszcze przed wybuchem wojny z Niemcami. W szczególności attaché wojskowy ambasady USA donosił o wysłaniu z Moskwy na wschód znacznej liczby maszyn i personelu pod koniec 1940 i na początku 1941 roku. Zdaniem niektórych badaczy, szybki wzrost produkcji przemysłowej na początku 1942 roku można wytłumaczyć właśnie tym, że ewakuacja przemysłu rozpoczęła się już w 1940 roku.
Na krótko przed atakiem Niemiec na ZSRR w 1941 roku niektórzy wysocy rangą sowieccy urzędnicy poruszyli kwestię przygotowań do ewakuacji, co jednak nie spotkało się z aprobatą najwyższych władz kraju. Znany jest przypadek, gdy w raporcie o ewakuacji 1,4 mln osób z Moskwy w razie wybuchu wojny, złożonym w kwietniu 1941 roku, Józef Stalin napisał: Do towarzysza Pronina. Uważam pańską propozycję „częściowej” ewakuacji ludności Moskwy w „czasie wojny” za przedwczesną. Proszę o likwidację komisji ewakuacyjnej i zaprzestanie rozmów o ewakuacji. Ktokolwiek musi przygotować się do ewakuacji i jeśli to będzie konieczne, Komitet Centralny i Rada Komisarzy Ludowych powiadomią was.
Pracami ewakuacyjnymi kierowała Rada Ewakuacyjna przy Radzie Komisarzy Ludowych ZSRR, utworzona oficjalnie na rozkaz Józefa Stalina trzeciego dnia wojny (w rzeczywistości przez Aleksieja Kosygina).
Ewakuację przeprowadzono w dwóch etapach: w 1941 roku z Białorusi, Ukrainy, krajów bałtyckich, Moskwy i Leningradu, a w 1942 roku z południowych rejonów europejskiej części RFSRR. Skala ewakuacji była tak duża, że w lipcu 1941 roku do jej przeprowadzenia użyto niemal połowy całego taboru kolejowego ZSRR.

## Przebieg ewakuacji
Ponieważ każda wojna jest walką o zasoby gospodarcze, a do chwili ataku na ZSRR Niemcy zdobyły już duże doświadczenie w wykorzystywaniu tych zasobów na własną korzyść, 29 czerwca 1941 roku Rada Komisarzy Ludowych ZSRR i Komitet Centralny WKP(b) wydały dyrektywę wzywającą ludność, aby w razie przymusowego odwrotu Armii Czerwonej niszczyła tabor kolejowy, nie pozostawiła wrogowi ani jednej lokomotywy, ani jednego wagonu, nie pozostawiła wrogowi ani jednego kilograma chleba, ani jednego litra paliwa. Zamierzano więc ocalić przed wrogiem jak najwięcej tego, co dało się ewakuować, a zniszczyć lub uszkodzić cenne mienie i zapasy żywności, których nie dało się odesłać na tyły (patrz: taktyka spalonej ziemi).

### Fabryki
Już 23 czerwca na kolejach ZSRR wprowadzono specjalny rozkład jazdy dla szybkiego przemieszczania pociągów wojskowych i ładunków – litera A, przy maksymalnym wykorzystaniu przepustowości linii. W rzeczywistości jednak, aby umożliwić przejazd większej liczbie pociągów, ruch był sterowany ręcznie przez dyżurnych ruchu wzdłuż linii kolejowej („blokada na żywo”), a pociągi poruszały się dosłownie w odległości 700–800 metrów od siebie. Harmonogramy pracy drużyn trakcyjnych lokomotyw zmieniały się: jeśli w czasie pokoju pracowały one na określonym odcinku, to w czasie wojny do pociągu doczepiano wagon służbowy, i prowadzili oni pociąg do celu, pokonując tysiące kilometrów od swojej lokomotywowni i nie wracając do domu przez wiele miesięcy. Umożliwiło to realizację gigantycznego zadania, niespotykanego dotychczas w historii: wysłanie 30 tys. pociągów i 1,5 mln wagonów.
Według raportów Ludowego Komisariatu Kolei, tylko w okresie od lipca do listopada 1941 roku ewakuowano na wschód 2593 przedsiębiorstwa, z czego 1350 w ciągu pierwszych trzech miesięcy. Wśród nich było 1523 dużych fabryk.
Najwięcej przedsiębiorstw ewakuowano z Ukraińskiej SRR (550 przedsiębiorstw), z Moskwy i obwodu moskiewskiego (498 przedsiębiorstw), z Białoruskiej SRR (109) i Leningradu (92 przedsiębiorstwa).

### Ludzie
Razem z przedsiębiorstwami przewieziono 18 mln robotników, pracowników i ich rodzin. Łącznie w czasie wojny liczba ewakuowanych wyniosła około 25 mln osób.
Według Centralnej Administracji Statystycznej ZSRR spośród osób zarejestrowanych na liście, według stanu na dzień 15 września 1941 roku, wśród ludności podlegającej ewakuacji (poza dziećmi z ewakuowanych placówek dziecięcych) udział Rosjan wynosił 52,9%, a Żydów – 24,8%.
W większości przypadków miejscowi mieszkańcy dobrze traktowali przybywających uchodźców. W szczególności w Uzbeckiej SRR, gdzie powstał ruch na rzecz adopcji ewakuowanych sierot, umieszczono tam 200 tysięcy dzieci i nastolatków pozostawionych bez rodziców. Kowal z Taszkentu, Shaakhmed Shamakhmudov i jego żona Bakhri, którzy adoptowali i wychowali 15 sierot, zyskali szeroką popularność w całym kraju.
Według niektórych zachodnich historyków w ramach ewakuacji mieszczą się także przymusowe deportacje „podejrzanych” narodów w czasie II wojny światowej, które władze radzieckie postrzegały jako potencjalne źródło rekruta dla armii wroga.

### Kierunki ewakuacji
Spośród 1523 dużych przedsiębiorstw, które przeniesiono na głębokie tyły, 667 ewakuowano na Ural, 244 na Syberię Zachodnią, 78 na Syberię Wschodnią, 308 do Azji Środkowej i Kazachstanu, a 226 na tereny Powołża. Ewakuowano wszystkie fabryki czołgów, samolotów, amunicji i broni, 150 fabryk maszyn, 94 przedsiębiorstwa metalurgiczne i 40 przedsiębiorstw elektrotechnicznych.

## Ewakuacja dóbr kultury
Ewakuacja muzeów z zachodnich obszarów ZSRR rozpoczęła się już pierwszego dnia wojny. Pracownicy muzeów często działali na własną rękę, wybierając najcenniejsze eksponaty ze zbiorów, poszukując transportu i uzyskując zgodę na ewakuację. Stało się to osobistym osiągnięciem wielu pracowników kultury.
Dzięki dyrektorowi Galerii Sztuki w Sewastopolu Michaiłowi Kroszyckiemu udało się zorganizować selekcję i spakowanie najcenniejszych eksponatów bez konieczności wydawania nakazu ewakuacji. Skrzynie z obrazami, grafikami, rzeźbami i dziełami sztuki dekoracyjnej oraz użytkowej, a także starymi książkami i czasopismami z biblioteki muzeum przewieziono na nabrzeże Grafskie, gdzie załadowano je na statek i kilka dni później przetransportowano do Batumi. Ładunek wywieziony z Sewastopola jechał przez 13 miesięcy pod nadzorem jednej osoby – dyrektora galerii, aż w końcu dotarł do Tomska. Tam udało się znaleźć miejsce na przechowywanie eksponatów w budynku regionalnego muzeum historii lokalnej, gdzie chroniono je do czasu powrotu na Krym.
Teatry również zostały ewakuowane. Moskiewski Teatr Bolszoj został ewakuowany do Kujbyszewa 14 października 1941 roku. Jego występy odbywały się na scenie Kujbyszewskiego Pałacu Kultury – najpierw w formacie koncertowym, następnie z pełną inscenizacją, również sprowadzoną z Moskwy.

### Biblioteki
Plan ewakuacji uwzględniał przeniesienie rzadkiego księgozbioru Państwowej Publicznej Biblioteki Historycznej. Około 40 tysięcy jednostek magazynowych wysłano na barkach rzekami Moskwą, Oką i Wołgą do miasta Chwałynsk w obwodzie saratowskim, a dwa miesiące później – jeszcze dalej na wschód, do Kazachstanu, do miasta Kustanaj.
Druga partia książek przeznaczonych do ewakuacji zawierała publikacje z XV–XIX wieku. Załadowano je do 630 skrzyń i wysłano koleją na Ural, do Szadrinska. Tam wyładowano je w opuszczonej Cerkwi Zmartwychwstania Pańskiego przy miejskim cmentarzu, a troje pracowników biblioteki wraz z dziećmi zamieszkało w stróżówce cerkiewnej. W nieogrzewanym budynku cerkwi z powybijanymi oknami na zmianę strzegli cennych zbiorów bibliotecznych przed zniszczeniem aż do jesieni 1944 roku.
Na polecenie Prezydium Akademii Nauk w lipcu 1941 roku rozpoczęła się ewakuacja zbiorów historyczno-archiwalnych działu rękopisów oraz zbiorów muzealnych Domu Puszkina z Leningradu. 6 lipca do Nowosybirska w ramach transportu pociągiem z Muzeum Artylerii wysłano trzy i pół tysiąca książek, zapakowanych w 48 pudeł: najcenniejsze rękopisy, pamiątki po pisarzach, a także portrety Riepina, Tropinina i Kramskiego. Prywatną bibliotekę Puszkina wysłano do Swierdłowska.

### Ermitaż
Pakowanie zbiorów Ermitażu rozpoczęto 23 czerwca 1941 roku. Ewakuacji poddano ponad milion eksponatów, głównie płótna i grafiki, które mogły ucierpieć z powodu niekorzystnych warunków przechowywania. W pracy tej personelowi muzeum pomagali wolontariusze, żołnierze i kadeci z leningradzkich szkół wojskowych. W nocy 1 lipca z Leningradu wyruszył pierwszy pociąg ze zbiorami Ermitażu. W pociągu znajdowało się 17 pracowników, na czele z kuratorem galerii sztuki Władimirem Lewinsonem-Lessingiem. Tylko on wiedział, że pociąg pojedzie do Swierdłowska. W składzie znajdowały się 22 wagony z 500 tysiącami eksponatów, wagon pancerny na kosztowności, dwa wagony dla strażników i pracowników muzeum z rodzinami oraz platformy z działami przeciwlotniczymi i karabinami maszynowymi. Pociąg dotarł na stację docelową i został rozładowany w Galerii Sztuki w Swierdłowsku przy ul. Wainera 11 – adres ten stał się tymczasowym adresem Ermitażu podczas wojny. Ponadto pracownicy Ermitażu otrzymali pomieszczenia w polskim kościele i Domu Ipatiewa, gdzie zorganizowano dla nich miejsca pracy.
Tymczasem w Leningradzie trwało pakowanie kolekcji; dzień pracy rozpoczynał się o godzinie 9:00 i kończył o 21:30. 20 lipca wyruszył drugi pociąg, w którym wyjechało 16 pracowników Ermitażu oraz 700 tysięcy eksponatów w 1422 skrzyniach, załadowanych do 23 wagonów.
Podczas ewakuacji Ermitażu doszło tylko do jednej poważnej straty: obrazu van Dycka Święty Sebastian nie odnaleziono po powrocie wystawy w 1945 roku, a jego los pozostaje nieznany. Spośród pozostałych w Leningradzie eksponatów, zabytkowa porcelana została zniszczona podczas bombardowania, zniszczeniu uległa także carska kolekcja powozów, a niektóre eksponaty zostały uszkodzone przez pleśń.

### Podmiejskie pałace Leningradu
Ewakuacja całości zbiorów z podmiejskich pałaców Leningradu była niemożliwa; konieczne było wybranie jedynie najcenniejszych przedmiotów i przykładów dla późniejszej rekonstrukcji. Plan zakładał ewakuację zaledwie 12 eksponatów z kolekcji Pałacu Aleksandrowskiego, która liczyła 72 554 eksponaty. Jego kustosz Anatolij Kuczumow zorganizował w ciągu tygodnia spakowanie 800 przedmiotów, w tym żyrandoli, dywanów, porcelany, mebli i dzieł marmurowych.
30 czerwca kosztowności z pałacu przeznaczone do ewakuacji załadowano do pociągu. Odpowiedzialnym za eskortę wyznaczono Anatolija Kuczumowa. Jego celem było Gorki, gdzie 31 lipca 1941 roku Kuczumow został mianowany kustoszem wszystkich muzealnych eksponatów ewakuowanych z podmiejskich pałaców Leningradu, na co 1 sierpnia otrzymał zaświadczenie nr 58 od Wydziału Kultury Rady Miejskiej Leningradu. Następnie, z powodu zagrożenia bombardowaniem, wartościowe eksponaty przewieziono dalej na wschód, do Nowosybirska, do nowego budynku nowo wybudowanego teatru.

### Muzeum Rosyjskie
Przygotowania zbiorów Muzeum Rosyjskiego do ewakuacji zaczęto już w pierwszych dniach wojny. Aby usunąć ze ścian tak monumentalne obrazy, jak Ostatni dzień Pompejów Briułłowa i Miedziany wąż Bruniego, potrzeba było wysiłku kilkudziesięciu osób. A takich dzieł w muzeum było ponad 60. Płótna o powierzchni 20, 40 lub 60 metrów kwadratowych należało ostrożnie nawinąć, bez ani jednego zagniecenia, bez najmniejszego uszkodzenia warstwy malarskiej, na specjalne szpule ze sklejki na drewnianej ramie. Idealnie gładka powierzchnia wałków została pokryta sztucznym zamszem przed nawinięciem obrazów. Aby zapobiec stykaniu się wałków z podłogą, na końcach miały one drewniane kółka. Wałki do obrazów przygotowywano w czasie pokoju, ale niektóre trzeba było wykonać już po wybuchu wojny. Osiągały długość do 10 metrów, a średnica każdego z nich wahała się od 60 do 120 centymetrów.
Kilka obrazów nawinięto na wielkie szpule, umieszczając pomiędzy nimi gruby papier. Krawędzie płócien zszywano podczas ich zwijania. Jeśli na warstwie farby znajdowały się obszary grożące kruszeniem, zabezpieczano je i uszczelniano cienką chusteczką oraz klejem do drewna jesiotrowego. Następnie wałki z obrazami, starannie przykryte czystymi płótnami na wierzchu, zwijano do pudeł. Tak do ewakuacji przygotowano 7,5 tysiąca obrazów. W celu poprowadzenia ewakuacji z Moskwy przybył zastępca przewodniczącego Komitetu Sztuki Rady Komisarzy Ludowych ZSRR Aleksiej Glina.
Wszystkie podjęte środki okazały się skuteczne. Świadczy o tym całkowite zachowanie malowideł, które przez długi czas przechowywano na wałkach w miejscach docelowych ewakuacji, a także tych, które składowano w oblężonym Leningradzie.

### Muzea Kremla moskiewskiego
23 czerwca 1941 roku, na rozkaz komendanta Kremla moskiewskiego Nikołaja Spiridonowa, pracownicy muzeum przystąpili do demontażu ekspozycji Zbrojowni. Początkowo planowano ukryć kolekcję w wewnętrznych pomieszczeniach Kremla – w cerkwiach, wieżach i piwnicach. Jednak już 30 czerwca Spiridonow wydał dyrektorowi muzeum Nikołajowi Zacharowowi rozkaz, aby z głównymi kosztownościami wyjechał na Ural.
O godzinie 22:00 tego samego dnia z Dworca Północnego (Jarosławskiego) w Moskwie odjechały trzy wagony pullmanowskie z eksponatami. Ładunkowi towarzyszyli A.W. Bajanow, E.A. Jefimow, N.W. Gordiejew i O.S. Władimirowa, a wagonów strzegli żołnierze Armii Czerwonej. W nocy 5 lipca transport bezpiecznie dotarł do Swierdłowska.
Trzy dni później W.S. Wałujew dostarczył drugą partię eksponatów na Ural, a 10 lipca do Swierdłowska z ostatnią partią eksponatów przybyła A.A. Staruchina (Gonczarowa).